# Tracy Ifeachor
Tracy Ifeachor, née le 13 février 1985 à Plymouth, dans le comté de Devon en Angleterre, est une actrice britannique.
Elle est notamment connue pour avoir joué le rôle d'Aya Al-Rashid dans la série The Originals, Abigail Naismith dans les deux parties du spécial Doctor Who de Noël, La Prophétie de Noël et Heather Collins dans la série The Pitt en 2025.

## Enfance et éducation
Ifeachor est d'origine Igbo (Nigeria). Née à Plymouth, dans le comté de Devon, en Angleterre, elle fréquente l'école préparatoire du Plymouth College (en), puis le lycée Eggbuckland (en) également à Plymouth. 
Ifeachor a ensuite fréquenté la Raleigh School of Speech and Drama sous la tutelle de Norma Blake  et la Deborah Bond Dance Academy, où elle a suivi le programme ISTD en claquettes, ballet, et Modern’Jazz. Après avoir obtenu sa licence, Ifeachor prend une année sabbatique pour passer des auditions dans des écoles d'art dramatique de Londres et obtient une bourse d'études à la Royal Central School of Speech & Drama de Londres.

## Carrière
Après avoir obtenu son diplôme de la Central School of Speech and Drama, Ifeachor a tourné son premier long métrage Blooded (en) réalisé par Ed Boase, lauréat du festival du film de Sundance, et est apparue dans deux publicités. Ifeachor a ensuite fait ses débuts au théâtre en tant que «Minerva» dans la production de Noughts & Crosses de la Royal Shakespeare Company dirigée et adaptée par Dominic Cooke. C’est d’ici qu’elle a fait ses débuts à la télévision en tant que Leila dans l’épisode «No Going Back» Casualty de BBC One.
Ifeachor a ensuite joué Rosalind dans As You Like It de Tim Supple pour l'ouverture du nouveau Curve Theatre à Leicester. Tout en répétant, Ifeachor se voit offert le rôle d’Abigail Naismith dans les deux derniers épisodes de Doctor Who de David Tennant ("The End Of Time", parties 1 et 2), qui ont été diffusés à Noël 2009 et au jour de l'An 2010. Elle a joué la fille du milliardaire Joshua Naismith (David Harewood) qui voulait que sa fille ait l'immortalité et vive pour toujours.
Ifeachor a joué le rôle de Beneatha dans A Raisin In The Sun (en) de Lorraine Hansberry, mis en scène par Michael Buffong pour le Royal Exchange Theatre de Manchester, qui a fait l’objet de critiques élogieuses. Elle a également joué Ismene au Royal National Theatre lors de la première de la pièce de Moira Buffini Welcome to Thebes (en), mise en scène par Richard Eyre du 15 juin à septembre 2010.
Le travail radio d'Ifeachor comprend le rôle de Queenie dans la production en série classique de la BBC Radio 4 de Show Boat d'Edna Ferber.
En 2016, Ifeachor est castée dans la série ABC Quantico dans le rôle récurrent de Lydia Hall.

## Filmographie

### Film
- 2011 : Blooded (en) (Eve)
- 2016  Ransom Games (Nora Paulson)

### Télévision
- 2009 : Casualty : Leila (1 épisode: "No Going Back")
- 2009 : Doctor Who : Abigail Naismith (2 épisodes: "La Prophétie de Noël", parties 1 et 2)
- 2012 : Strike Back : Lilian Lutulu (2 épisodes: "Épisodes 7 et 8")
- 2013 : Jo : Laure (1 épisode: "Invalides")
- 2014 : Crossbones : Nenna Ajanlekoko (rôle récurrent, 9 épisodes)
- 2014 : Hawaii 5-0 : Eris (1 épisode: "Ina Paha")
- 2015 - 2016 : The Originals : Aya Al-Rashid (rôle récurrent, 9 épisodes)
- 2016 - 2017 : Quantico : Lydia Hall (rôle récurrent)
- 2017 - 2018 : Legends of Tomorrow : Kuasa Jiwe (rôle récurrent)
- 2019 : Treadstone ; Tara Coleman (rôle principal)
- 2024 : Twilight of the Gods : Freya (voix - 3 épisodes)